# エルネスト・デ・クルティス
エルネスト・デ・クルティス（伊: Ernesto De Curtis、1875年10月4日 - 1937年12月31日）はイタリアの作曲家。

## 経歴
ナポリ生まれ。父Giuseppe De Curtisと母Elisabetta Minnonの息子。彼は作曲家のサヴェリオ・メルカダンテのひ孫であり、詩人ジャンバッティスタ・デ・クルティス（Giambattista De Curtis）の弟である。彼は兄のジャンバッティスタと歌曲「帰れソレントへ」（Torna a Surriento）を作曲した。
彼はピアノを学び、ナポリのサン･ピエトロ･ア・マイエラ教会音楽学校（Conservatorio di San Pietro a Majella）で学位を取った。

## 作品
1900年から1930年までの間に、彼は100曲以上の歌曲を作曲した。
「帰れソレントへ」以外の主要な作品には、以下のものがある。
- 「泣かないお前」（Tu ca nun chiagne
）
- 「夜の声」（Voce 'e notte）
- 「忘れな草」（Non ti scordar di me[1]）
- Mandulinata
- Duorme Carmé
- 「世界でただひとり君を愛す」（Ti voglio tanto bene）
- Mala Femmina